# Perstorps distrikt
Perstorps distrikt är ett distrikt i Perstorps kommun och Skåne län. 
Distriktet ligger i och omkring Perstorp. 

## Tidigare administrativ tillhörighet
Distriktet inrättades 2016 och utgörs av området Perstorps köping omfattade till 1971 och före 1947 respektive 1952 utgjorde socknarna Perstorp och Oderljunga.
Området motsvarar den omfattning Perstorps församling hade 1999/2000 och fick 1971 efter att socknarnas församlingar gått samman.